# Pythium aphanidermatum
Espèce
Pythium aphanidermatum est une espèce de pseudochampignons oomycètes de la famille des Pythiaceae.
C'est un micro-organisme tellurique phytopathogène qui attaque une vaste gamme de plantes-hôtes. Comme tous les Oomycètes, ce n'est pas un vrai champignon mais un protiste, car cet organisme a des parois cellulaires faites de cellulose et non de chitine, il est diploïde au stade végétatif et a des hyphes à structure cœnocytique (sans parois transversales). En outre, la reproduction asexuée se fait par des zoospores biflagellées mobiles qui ont besoin d'eau pour se déplacer vers les hôtes et les infecter. La reproduction sexuée passe par des structures appelées anthéridie, ovogonies et oospores.
Pythium aphanidermatum est des agents phytopathogènes responsables de maladies des plantes telles que la fonte des semis, la pourriture racinaire et la pourriture aqueuse.

## Taxinomie

### Synonymes
Selon Catalogue of Life (5 mars 2016) :
- Nematosporangium aphanidermatum (Edson) Fitzp., 1923,
- Nematosporangium aphanidermatum var. aphanidermatum (Edson) Fitzp., 1923,
- Rheosporangium aphanidermatum Edson, 1915.

### Liste des sous-taxons
Selon NCBI (5 mars 2016) :
- Pythium aphanidermatum DAOM BR444.

## Hôtes
Pythium aphanidermatum a une vaste gamme de plantes-hôtes et peut avoir un impact économique sur des cultures très diverses, telles que  betteraves,  poivrons, chrysanthèmes, courges, cotonniers et graminées à gazon, toutefois, étant donné que Pythium aphanidermatum requiert des températures relativement élevées, on le rencontre souvent dans les cultures en serres et il affecte fortement la production du poinsettia.
C'est la principale cause de la pourriture racinaire dans les cultures de papayers dans les régions subtropicales. 
Bien que cette espèce soit quasi exclusivement un agent phytopathogène, il existe un cas documenté d'un homme infecté par plusieurs champignons, dont Pythium aphanidermatum, à la suite de blessures au combat pendant le conflit en Afghanistan en 2009.

## Symptômes
Pythium aphanidermatum est l'un des agents phytopathogènes responsable de la fonte des semis aussi bien en pré-émergence qu'en post-émergence.
Comme un certain nombre d'autres agents pathogènes peuvent causer des symptômes similaires, le diagnostic doit être confirmé par l'isolement et l'identification de l'agent pathogène en cause.
En pré-émergence, les graines sont infectées avant même la germination, et brunissent ou pourrissent, ce qui se traduit par une germination incomplète voire pas de germination du tout.
En post-émergence, la fonte des semis se produit après la germination, les plantules émergent du sol mais meurent aussitôt après. Les racines et l'hypocotyle se nécrosent et prennent une apparence aqueuse.
Pythium aphanidermatum peut aussi causer des pourritures racinaires.
Les symptômes en sont notamment un retard de croissance, une chlorose et la chute des feuilles, ainsi que le flétrissement de la plante. L'infection commence à la pointe des racines, et peut dans la région infectée détruire la couche extérieure de protection, exposant les tissus de la racine à d'autres agents pathogènes.
Chez certains hôtes, lorsque la plante s'est développée jusqu'à un certain stade après émergence, l'infection par Pythium aphanidermatum n'est plus létale, mais peut affecter de manière significative la croissance de la plante et le rendement.
À part le retard de croissance des plantes, il n'y a pas d'autres symptômes manifestes de l'infection que la nécrose des racines. Dans les cas où l'infection des racines est très importante, on peut toutefois observer le flétrissement de la plante par temps chaud ou venteux. Des symptômes foliaires de carence en éléments nutritifs peuvent également apparaître lorsque la décomposition des racines prend de l'ampleur, empêchant l'absorption des nutriments.
Après la récolte, sur des racines ou tubercules (carottes, pommes de terre) ou des fruits (ex. : melons), une pourriture aqueuse des tissus peut se produire. Dans des conditions d'humidité importante, un mycélium blanc cotonneux peut être observé sur les tissus.